# ریکاردا فونک
ریکاردا فونک (آلمانی: Ricarda Funk؛ زادهٔ ۱۵ آوریل ۱۹۹۲) قایقران کایاک زن اهل آلمان است.
وی در مسابقات کشوری و بین‌المللی در مجموع برندهٔ ۹ مدال طلا، ۶ مدال نقره، ۷ مدال برنز شده‌است.